# Taça Europeia Feminina de Hóquei em Patins de 2016–17
A Taça Europeia Feminina de Hóquei em Patins 2016–17 foi a 11ª edição da Taça Europeia Feminina de Hóquei em Patins organizada pela CERH.

## Taça Europeia Feminina 2016–17
As equipas classificadas são:
| Espanha                                               | Alemanha                                     | França                                      | Portugal     | Suíça            | Itália       |
| ----------------------------------------------------- | -------------------------------------------- | ------------------------------------------- | ------------ | ---------------- | ------------ |
| - CHP Plegamans - CP Voltregà - CP Manlleu - Gijon HC | - ERG Iserlohn - Bison Calenberg - Darmstadt | - US Coutras - Merignac - CS Noisy Le Grand | - SL Benfica | - RHC Vordemwald | - E.Molfetta |

## Pré-eliminatória
A 1ª mão foi disputada a 12 de Novembro e a 2ª mão a 3 de Dezembro de 2016.
| Equipe 1           | Total | Equipe 2       | 1.º jogo | 2.º jogo |
| ------------------ | ----- | -------------- | -------- | -------- |
| SA Merignac        | 2–12  | SL Benfica     | 0–5      | 2–7      |
| CS Noisy Le Grand  | 12–4  | RHC Vordemwald | 10–2     | 2–2      |
| SC Bison Calemberg | 4–26  | Gijon HC       | 1–12     | 3–14     |
| RSC Darmstadt      | 1–19  | CHP Plegamans  | 1–8      | 0–11     |
| US Coutras         | 8–5   | ERG Iserlohn   | 1–1      | 7–4      |

## Quartos de Final
A 1ª mão foi disputada a 21 de Janeiro e a 2ª mão a 18 de Fevereiro de 2017.
| Equipe 1      | Total | Equipe 2          | 1.º jogo | 2.º jogo |
| ------------- | ----- | ----------------- | -------- | -------- |
| E. Molfetta   | 4–13  | CP Manlleu        | 2–6      | 2–7      |
| CHP Plegamans | 3–5   | Gijon HC          | 2–4      | 1–1      |
| US Coutras    | 4–15  | SL Benfica        | 2–10     | 2–5      |
| CP Voltregà   | 21–1  | CS Noisy Le Grand | 10–0     | 11–1     |

## Final four
A final four foi disputada a 25 e 26 de Março de 2017

### Semifinais
| 25 Março 2017 | SL Benfica                                                          | 3 - 4 (pro.) | Gijon HC | Gijón                                       |  |
|               | 1-1 Rita Lopes 18' 1ªP 2-2 Rute Lopes 23' 1ªP 3-3 Rita Lopes 7' 2ªP |              | 0-1 Anna Casarramona 4' 1ªP 1-2 Maria Diez "Peke" 22' 1ªP 2-3 Anna Casarramona 6' 2ªP 3-4 Marta González 4' 2ªP (Golo de Ouro) | Árbitro: Joseph Silecchia e Claudio Ferraro |  |

| 25 Março 2017 | CP Voltregà | 5 - 2 | CP Manlleu                                                 | Gijón                                      |  |
| 19:30 UTC+1   | 1-0 Nara López 22' 1ªP 2-1 Berta Tarrida 8' 2ªP 3-1 Adriana Gutierrez 9' 2ªP 4-1 Natasha Lee LD 10ªF 10' 2ªP 5-2 Nara López LD Azul 23' 2ªP |       | 1-1 Laura Barcons LD 10ªF 4' 2ªP 4-2 Judit Burgaya 23' 2ªP | Árbitro: Frank Schäfer e Sascha Goldhausen |  |

### Final
| 26 Março 2017 | CP Gijón | 0 - 1 | CP Voltregà             | Gijón                                     |  |
| 11:00 UTC+1   |          |       | 0-1 Natasha Lee 10' 1ªP | Árbitro: Steff Jordi e Johannes Schneider |  |

| Vencedoras Taça Europeia Feminina 2016–17 |
| CP Voltregà (5º)                          |

## Ligações Externas
- CERH website

### Internacional
- CERH
- Ligações ao Hóquei em todo o Mundo
- HóqueiPatins.pt - Todos os resultados de Hóquei em Patins(em Português)
- Mundook-Actualidade Mundial do Hóquei Patinado (em Português)
- Inforoller-Actualidade Mundial do Hóquei Patinado (em Francês)
- Solo Hockey-Actualidade Mundial do Hóquei Patinado (em Castelhano)